# (55764) 1992 DG12
(55764) 1992 DG12 es un asteroide perteneciente al Cinturón de asteroides descubierto el 26 de febrero de 1992 por el equipo del Spacewatch desde el Observatorio Nacional de Kitt Peak, Arizona, Estados Unidos.

## Designación y nombre
Designado provisionalmente como 1992 DG12.

## Características orbitales
1992 DG12 está situado a una distancia media del Sol de 2,356 ua, pudiendo alejarse hasta 2,503 ua y acercarse hasta 2,208 ua. Su excentricidad es 0,063 y la inclinación orbital 6,775 grados. Emplea 1320,64 días en completar una órbita alrededor del Sol.
Pertenece a la familia de asteroides de (4) Vesta.

## Características físicas
La magnitud absoluta de 1992 DG12 es 15,59. 